# Alkalická fosfatáza

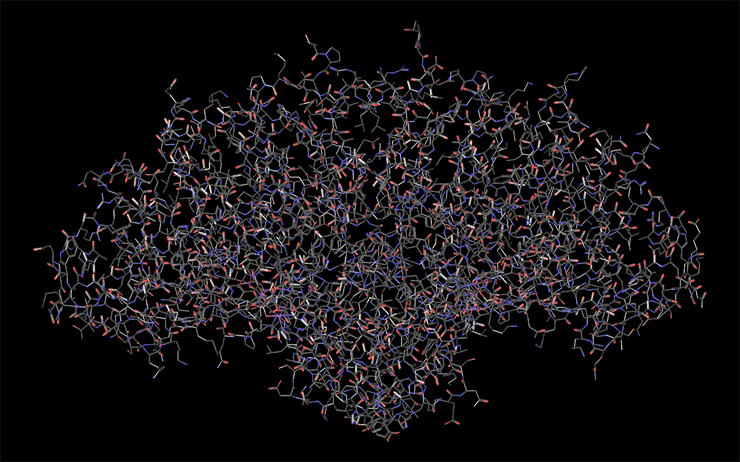
Alkalická fosfatáza

Alkalická fosfatáza (ALP, AP, EC 3.1.3.1) je enzym, který patří mezi hydrolázy. Odstraňuje fosfátovou skupinu na 5- a 3- pozici u mnoha typů molekul včetně nukleotidů, proteinů a alkaloidů. Proces odstranění fosfátové skupiny se nazývá defosforylace.
Někdy je GPI-vázaná na membránu.

## Vlastnosti
- Alkalická fosfatáza je nejúčinnější v alkalickém prostředí
- Alkalickou fosfatázu inhibuje (omezuje její působení) levamizol (anglicky: levamisole).[2]
- Tento enzym nesnáší vysokou teplotu a proto se dá likvidovat varem

## Alkalická fosfatáza u člověka
Alkalická fosfatáza se vyskytuje u člověka ve všech tkáních celého těla, ale je koncentrována zejména v játrech, žlučovodu, ledvině, kostech a v placentě.
Normální hodnoty alkalické fosfatázy v krvi člověka:)
- muži: 70-175 U/l (jednotek enzymové aktivity na litr)
- ženy: 55-170 U/l

v krevní plazmě: 30-150 U/l

## Využití
Alkalická fosfatáza má široké využití v molekulární biologii, protože DNA má fosfátovou skupinu umístěnou právě na 5´ uhlíku deoxyribózy. Odstranění fosfátové skupiny zabrání navázání 5' konce k 3' konci druhé molekuly.
Alkalická fosfatáza má také využití v imunochemii (imunohistochemii).
V molekulární biologii se pro alkalickou fosfatázu používají následující substráty:
- pNPP = 4-nitrofenylfosfát
- Fast Red, TR salt / NABP = 4-chloro-2-methylbenzen diazonium chlorid / naftol-AS-BI fosfát (anglicky: naphtol-AS-BI phosphate)
- Fast Red, TR salt / NAMP = naftol-AS-MX fosfát
- New Fuchsin / NABP
- obecný fosfát / NBT, např. BCIP / NBT